# Ropná silnice
Ropná silnice (hebrejsky: כביש הנפט, Kviš ha-Neft, anglicky: Petroleum Road) je silniční spojení v severním Izraeli, respektive na Golanských výšinách, o délce 45 kilometrů.

## Historie
Vznikla jako servisní cesta táhnoucí se podél trasy Transarabského ropovodu na přelomu 40. a 50. let 20. století pro dopravu ropy z ložisek v Saúdské Arábii do přístavů na pobřeží Středozemního moře. Původním terminálem ropovodu měla být Haifa, ale po vzniku státu Izrael v roce 1948 byl kvůli absenci obchodních styků mezi židovských státem a arabským světem přesunut do libanonského Sidónu. Trasa ropovodu proto obcházela izraelské území přes Golanské výšiny (tehdy ještě pod syrskou kontrolou). Ropovod měl celkovou délku 1214 kilometrů.
Během šestidenní války v roce 1967 Izrael obsadil Golanské výšiny a s nimi i část ropovodu, který pak po jistém mezidobí přestal roku 1976 fungovat. Během šestidenní války i jomkipurské války v roce 1973 představovala Ropná silnice významnou komunikační osu, jež hrála roli v bojích mezi izraelskou a syrskou armádou.
Cesta, která na Golanských výšinách ropné potrubí sledovala, byla zachována. Pouze nejjižnější úsek o délce 2 km poblíž hranice mezi Izraelem obsazenými Golanskými výšinami a Sýrií byl zrušen. Rovněž nejsevernější úsek (4 kilometry severně od turistické lokality Banias) u vstupu do Libanonu není považován za její součást a je označován jako součást silnice číslo 999. Střední úsek je sjízdný a turisticky zčásti využívaný. Ropná silnice je soukromou cestou, která nepodlehá správě státního podniku National Roads Company of Israel a tudíž nemá ani číselné označení.

## Trasa silnice
Začíná na křižovatce Orcha poblíž kopce Giv'at Orcha, kde odbočuje z dálnice číslo 98. Vede pak téměř zcela přímou linií k severozápadu. Prochází řídce osídlenou náhorní planinou členěnou příčně četnými vodními toky a vádí. U vesnice Kela Alon se trasa cesty stáčí k severu a zvolna sestupuje k Baniasu, tedy na úpatí Golan. Za Baniasem mění směr opět k severozápadu a pokračuje nížinou poblíž pramenišť řeky Jordán k libanonským hranicím.